# Nils Tavernier
Pour les articles homonymes, voir Tavernier.
Nils Tavernier est un réalisateur et acteur français, né le 1er septembre 1965 à Paris.

## Biographie

### Origines
Né le 1er septembre 1965, Nils Tavernier est le fils du réalisateur Bertrand Tavernier et de la scénariste Colo O'Hagan Tavernier. Sa mère le prénomme Nils en référence au roman de Selma Lagerlöf, Le Merveilleux Voyage de Nils Holgersson à travers la Suède.

### Carrière

#### Débuts
En 1977, Nils Tavernier fait sa première apparition au cinéma comme jeune acteur dans Des enfants gâtés de Bertrand Tavernier.

#### Années 1980
En 1983, Nils Tavernier joue le milicien dans Coup de foudre de Diane Kurys aux côtés d’Isabelle Huppert et Miou-Miou.
En 1987, il interprète Arnaud de Cortemart dans La Passion Béatrice de Bertrand Tavernier avec Bernard-Pierre Donnadieu et Julie Delpy.
En 1988, il joue Lucien, le jeune amant d'Isabelle Huppert, dans Une affaire de femmes de Claude Chabrol.
En 1989, il interprète un chevalier de l'ordre de Malte lors du tournage de Valmont de Miloš Forman.

#### Années 1990
En 1991, Nils Tavernier tourne sous la direction de Bertrand Tavernier L.627 puis, en 1993, La Fille de d'Artagnan.
Pour l’émission Envoyé spécial sur France 2, il documente Drogue, dis leur, paroles de toxicomanes.
En 1996, vient Post coïtum animal triste de Brigitte Roüan et, en 1997, Un frère de Sylvie Verheyde.
En 1997, il réalise le documentaire De l'autre cote du periph' avec son père. Durant trois mois, ils ont filmé la vie des habitants de la cité des Grands Pêchers de Montreuil.

#### Années 2000
Nils Tavernier se fait connaître en réalisant d'abord des courts métrages puis des documentaires.
En 2001 au cinéma, il fait partager sa passion de la danse avec Tout près des étoiles.
La même année, il coréalise avec Bertrand Tavernier le film documentaire Histoires de vies brisées : Les « double peine » de Lyon.
En 2004, il filme Désirs et Sexualités dans lequel il s'interroge sur la sexualité des Français.
En 2006, il signe le long métrage Aurore avec Carole Bouquet et François Berléand. Son documentaire L'Odyssée de la vie, suit une femme tout au long de sa grossesse et dans son affirmation en tant que mère au sein du couple.
En 2009, il réalise le documentaire Le Mystère des jumeaux,,  sur la cryptophasie pour France 3.

#### Années 2010
En 2012, Nils Tavernier réalise avec Gil Rabier un film documentaire sur l'erreur médicale : Que reste-t-il de nos erreurs ? Ce film est soutenu par le ministère français de la Santé et l'Assistance publique - Hôpitaux de Paris.
En 2013, il revient sur les thèmes de l'enfance, du handicap et de la volonté avec le film De toutes nos forces avec Jacques Gamblin, Alexandra Lamy et Fabien Héraud.
En 2018, il réalise les quatre épisodes de La Faute avec Valérie Karsenti, Natacha Lindinger, Philippe Lelièvre, Jina Djemba et Éric Savin, sur M6, d'après le roman Just What Kind of Mother Are You? de Paula Daly et le long métrage L'Incroyable Histoire du facteur Cheval avec Jacques Gamblin (dans le rôle de Ferdinand Cheval) et Laetitia Casta.

### Accusations de viols
En 2024, Nils Tavernier est accusé de viol par Jennifer Covillault Miramont, pour des faits qui auraient été commis en 1992, alors qu'elle avait 13 ans, et par Laura Lardeux, pour des faits datés de 2012, lors du tournage du film De toutes nos forces. Nils Tavernier réfute ces accusations, affirmant ne rien avoir à se reprocher,.

## Filmographie
Sauf indication contraire, les informations mentionnées dans cette section peuvent être confirmées par les bases de données cinématographiques IMDb et Allociné,  présentes dans la section « Liens externes ».

### Réalisateur

#### Cinéma

##### Fictions
- 2006 : Aurore
- 2013 : De toutes nos forces
- 2018 : L'Incroyable Histoire du facteur Cheval
- 2022 : Ima
- 2025 : La Vie devant moi

##### Documentaires
- 2000 : Tout près des étoiles sur les danseurs du corps de ballet de l'Opéra de Paris
- 2001 : Histoires de vies brisées : Les « double peine » de Lyon coréalisé avec Bertrand Tavernier
- 2002 : Le Bidonville des nuages
- 2012 : Que reste-t-il de nos erreurs ? sur l'erreur médicale, coréalisé avec Gil Rabier

#### Télévision

##### Fiction
- 2018 : La Faute (série en 4 × 52 min) avec Valérie Karsenti et Natacha Lindinger, diffusé sur M6

##### Documentaires
- 1993 : Drogue, dis leur, paroles de toxicomanes, diffusé sur France 2
- 1997 : De l'autre côté du périph (co-réalisé avec Bertrand Tavernier), diffusé sur France 2
- 2006 : L'Odyssée de la vie, diffusé sur France 2
- 2009 : Le Mystère des jumeaux, diffusé sur France 3
- 2017 : Et si on faisait un bébé ?, diffusé sur France 2

#### Autre
- 2016 : Elles ont toutes une histoire (documentaire, Netflix)[17][source insuffisante]

### Scénariste
- 2006 : Aurore - coécriture avec Jean Cosmos, d'après le roman d'Anne-Marie Pol

### Acteur

#### Cinéma
- 1977 : Des enfants gâtés de Bertrand Tavernier : un enfant
- 1980 : Une semaine de vacances de Bertrand Tavernier : un élève
- 1983 : Coup de foudre de Diane Kurys : le milicien
- 1986 : Mon bel amour, ma déchirure de José Pinheiro
- 1986 : Les mois d'avril sont meurtriers de Laurent Heynemann : le flic malade
- 1987 : La Passion Béatrice de Bertrand Tavernier : Arnaud de Cortemart
- 1987 : La Lumière du lac de Francesca Comencini : Tatiano
- 1988 : Une affaire de femmes de Claude Chabrol : Lucien, le jeune amant de Marie, collabo
- 1989 : Valmont de Miloš Forman : un chevalier de l'ordre de Malte
- 1990 : Sale comme un ange de Catherine Breillat : Didier Theron
- 1991 : Sissi la valse des cœurs de Christoph Böll : François-Joseph Ier d'Autriche
- 1992 : L.627 de Bertrand Tavernier : Vincent
- 1993 : Mina Tannenbaum de Martine Dugowson : François
- 1994 : La Fille de d'Artagnan de Bertrand Tavernier : Quentin
- 1996 : Post coïtum animal triste de Brigitte Roüan : François Narou, l'écrivain protégé de Diane
- 1997 : Un frère de Sylvie Verheyde : Vincent
- 2001 : Féroce de Gilles de Maistre : Jean Delhomme, le journaliste

#### Télévision
- 1994 : Charlemagne, le prince à cheval de Clive Donner : Carloman
- 1997 : La Parenthèse de Jean-Louis Benoît : Marc Moriantes
- 2003 : Drôle de genre de Jean-Michel Carré : Stéphane Weil

## Distinctions
Sauf indication contraire, les informations mentionnées dans cette section peuvent être confirmées par les bases de données cinématographiques IMDb et Allociné,  présentes dans la section « Liens externes ».

### Récompense
- Festival du film de Sarlat 2013 : prix du public de la Salamandre d’or pour De toutes nos forces[18]

### Sélection
- Kids Firts! Film Festival 2008 : en compétition pour le prix du meilleur long métrage indépendant pour les 12-18 ans pour Aurore